# Tingo María

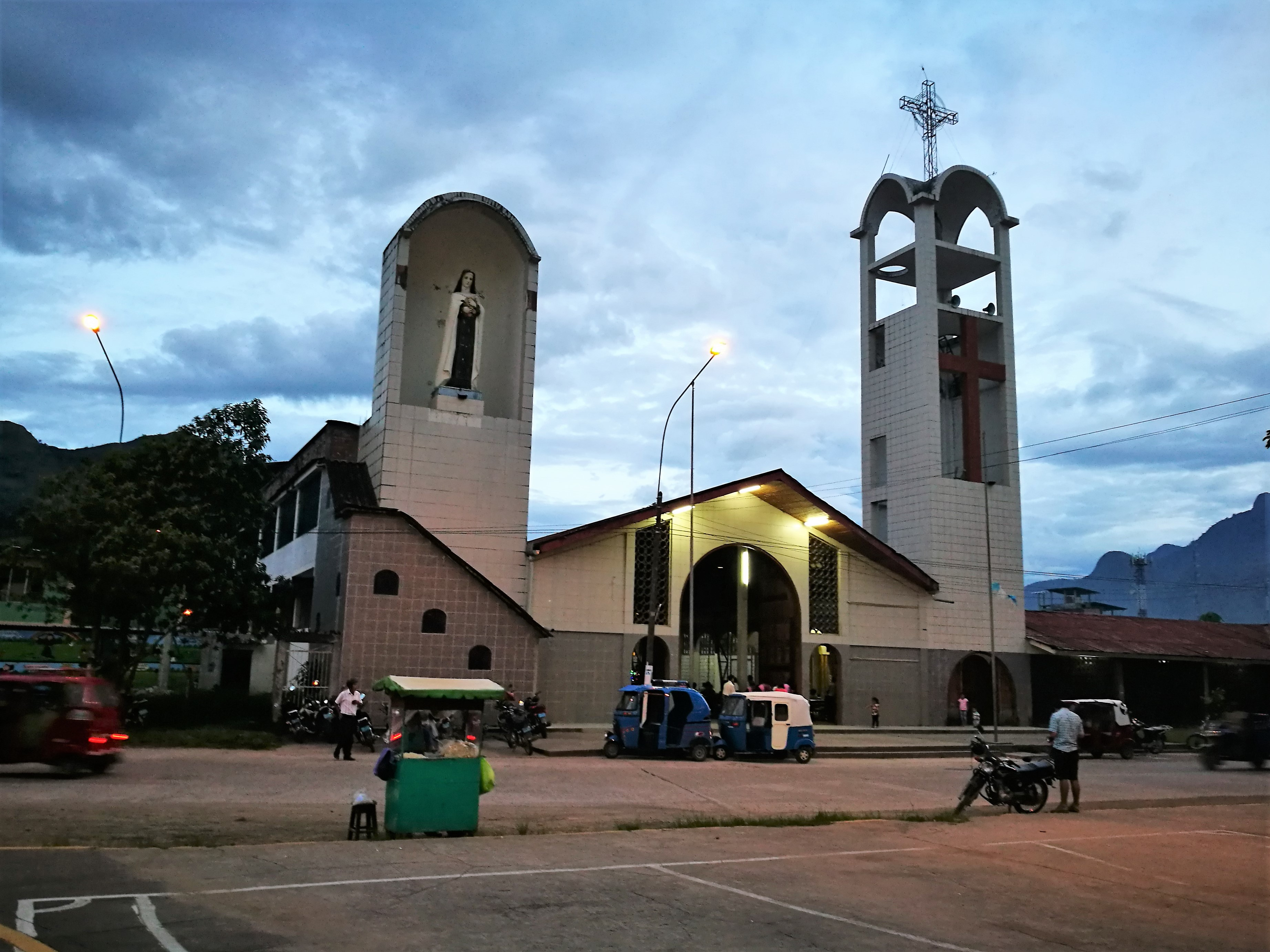
Kościół Świętej Teresy

Tingo María – miasto w środkowym Peru, w regionie Huánuco, stolica prowincji Leoncio Prado oraz ośrodek administracyjny dystryktu Rupa Rupa. Leży nad rzeką Huallaga, w pobliżu ujścia do niej rzeki Monzón, i jest otoczone dżunglą. W 2017 roku miejscowość liczyła około 65 tysięcy mieszkańców.
Do tutejszych atrakcji turystycznych należą m.in.: ogród botaniczny, muzeum zoologiczne oraz ośrodek reprodukcji zwierząt „Animal’s Paradise”. W pobliżu miasta znajduje się Park Narodowy Tingo María.
W mieście ma swą siedzibę, założona w 1964 roku, państwowa uczelnia Universidad Nacional Agraria de la Selva. W 2006 roku studiowało na niej 2633 studentów.
Na terenie miejscowości funkcjonuje port lotniczy Tingo María.

## Historia
Pierwszymi Europejczykami, którzy dotarli na tereny tutejszej dżungli, byli franciszkańscy misjonarze. Założycielem pierwszej osady i parafii był prawdopodobnie brat Jerónimo Jiménez w 1632 roku, choć podobnie jak inne okoliczne miejscowości nie przetrwała ona długo z powodu epidemii ospy. Brak jest wiarygodnych dokumentów poświadczających, kto i kiedy założył osadę, która przekształciła się w obecne miasto Tingo María, choć istnieje przekaz, według którego założycielem miejscowości był portugalski lekarz Sebastián Martins w 1830 roku. Za oficjalną datę powstania miasta uznaje się 15 października 1938 roku, kiedy to miejscowi osadnicy zostali poinformowani na zebraniu, że zajmowane dotąd przez nich bez żadnych uregulowań prawnych ziemie stają się oficjalnie ich własnością.
Rozwijające się miasto stało się węzłem transportowym produktów spożywczych regionu: herbaty, kawy, trzciny cukrowej i bananów. Przez pewien czas było także ośrodkiem przemysłu narkotykowego – w górnym biegu rzeki Huallaga uprawiano bowiem wielkie ilości koki, jednak uprawy tej rośliny znacząco zmalały w latach 80. XX wieku dzięki rządowym działaniom antynarkotykowym oraz grzybom atakującym zbiory.